# Mario Vella
Mario Vella (Trípoli, Libia, 1953) es un importante filósofo, economista y teórico de política maltés. Su área de especialización en la filosofía es, principalmente, el análisis crítico. Es el gobernador del Banco Central de Malta desde el 1 de julio de 2016.

## Biografía

### Inicios
Vella nació en una familia maltesa en Trípoli, Libia, y vivió su infancia dentro de una comunidad italiana allí. Comenzó su educación en una escuela católica en Trípoli, luego regresó a Malta con su familia y asistió al Colegio De La Salle en Bayamon.

### Estudios superiores
Vella estudió filosofía en la Universidad de Malta, economía social con especialidad en sociología en la Universidad de Londres, y economía política internacional la Universidad de Humboldt de Berlín, en la antigua Alemania Oriental.

### Carrera
En Malta, enseñó italiano y sociología en varias escuelas primarias públicas, posteriormente enseñó economía política y desarrollo social en la Universidad de Malta. 
Vella imparte clases de inversión extranjera directa y desarrollo en la Universidad de Urbino, Italia. Fue Director Ejecutivo de la Corporación de Desarrollo de Malta, y es Director de inversión extranjera directa en Grant Thornton en Malta. Vella es miembro de la facultad internacional de la Escuela de Postgrado de Economía y Relaciones Internacionales. Es políticamente activo, sirviendo, por algún tiempo, como Presidente del Partido del Trabajo en Malta.
En 2013, Vella fue nombrado presidente de Malta Enterprise. En junio de 2016, se anunció que Vella iba a tomar el cargo de gobernador del Banco Central de Malta.